# Antonie Nedošinská
Antonie Nedošinská (26 de junio de 1885 – 17 de julio de 1950) fue una actriz checoslovaca. Apareció en 89 películas entre 1916 y 1947.

## Filmografía
- The Lantern (1925)
- Falešná kočička aneb Když si žena umíní (1926)
- Kainovo znamení (1928)
- Street Acquaintances (1929)
- Chudá holka (1930)
- The Last Bohemian (1931)
- The Ideal Schoolmaster (1932)
- The Ruined Shopkeeper (1933)
- Camel Through the Eye of a Needle (1936)
- Irca's Romance (1936)
- The Merry Wives (1938)
- Dívka v modrém (1940)
- In the Still of the Night (1941)
- Capek's Tales (1947)